# Баварская академия наук
Баварская академия наук (нем. Bayerische Akademie der Wissenschaften, сокр. BAdW) — общественная некоммерческая организация, главный научно-исследовательский центр Баварии, член Союза Академий наук Германии. Расположена в Мюнхене, в бывшем королевском дворце.
В 2009 году в академии состояло 157 действительных членов и 156 членов-корреспондентов. Академия располагает одним из крупнейших вычислительных центров Германии, при ней имеется институт изучения сверхнизких температур.

## История
Королевская Баварская академия наук была основана в Мюнхене в 1759 году курфюрстом Максимилианом III Иосифом и, таким образом, является одним из старейших научных обществ Европы.
Проект академии был составлен надворным советником Иоганном Георгом фон Лори (нем. Johann Georg von Lori, 1723—1787), основателем «Баварского учёного общества» (нем. Bayerischen Gelehrten Gesellschaft), и графом Зигмундом фон Хаймхаузеном (нем. Johann Sigmund Ferdinand Joseph Graf von Haimhausen, 1708—1793), который стал первым президентом академии. Академия, учреждённая преимущественно для исторических исследований, издала сборник документов баварского архива под названием «Monumenta Boica», 40 томов, начиная с 1763 года). В работе принимал участие Герман Шоллинер (1722—1795).
Баварская академия наук не имела собственного здания до 1783 года, когда ей был передан дворец «Wilhelminum», реквизированный у Ордена иезуитов. В 1944 году здание академии стало жертвой бомбардировки и было разрушено. Учреждения и службы академии размещались во множестве небольших аудиторий и бюро при Мюнхенском университете, и только в год своего 200-летия (1959) Баварская академия наук получила постоянное помещение в северо-восточном крыле Мюнхенского дворца.

## Структура
Баварская академия наук имеет традиционную для немецких научных обществ структуру. В организационном плане академия подразделяется на Классы, которых со дня её основания выделяется всего два: Математико-естественнонаучный и Историко-филологический. Класс состоит из Комиссий и Рабочих групп. В составе Историко-филологического класса 30 комиссий, в составе Математико-естественнонаучного — 10 комиссий и рабочих групп. Кроме того, 3 комиссии не входят в состав классов и по своему статусу приравнены к ним: Комиссия по истории науки, Комиссия по горным исследованиям, Постоянная комиссия по инженерии и прикладному естествознанию. Управление академией осуществляет Пленум (общее собрание действительных членов академии), в перерывах между созывами Пленума управление академией осуществляет Правление (нем. Vorstand).
Главой академии является Президент, которому непосредственно подчиняется Правление, Пресс-служба и Секретариат (центральный административный орган Академии с Учёным секретарём во главе).
Вопросы текущего управления на уровне Классов также решает Общее собрание Класса и его глава — Академик-секретарь.

## Знаменитые сотрудники
- Бабо, Йозеф Мариус фон
- Вебер, Макс
- Вейерштрасс, Карл
- Ган, Отто
- Гримм, Вильгельм
- Гримм, Якоб
- Лёйхтман, Хорст
- Маннерт, Конрад
- Петтенкофер, Макс фон
- Пфейффер, Франц  (иностранный член)
- Цуккарини, Йозеф Герхард
- Шлихтегроль, Адольф Генрих Фридрих
- Эйнштейн, Альберт
- Эрленмейер, Эмиль
- Юйяр-Бреоль, Жан-Луи Альфонс (иностранный член)

## Премии и награды
Баварская академия наук присуждает ряд премий, медалей и призов за научные заслуги, а также осуществляет ряд стипендиальных программ, в том числе:
- Премия им. Макса Вебера (нем. Max-Weber-Preis) — присуждается по решению Историко-филологического класса Баварской академии наук за выдающиеся достижения в области социологии, религиоведения, политологии и истории. Вручается ежегодно и составляет 4000 евро [5].
- Премия «Peregrinus» (нем. Preis der Peregrinus-Stiftung) — вручается за выдающиеся личные заслуги в области общественных наук. Награда предназначена для иностранных учёных (от лат. peregrinus — иностранный), вручается один раз в два года и составляет 5000 евро [6].